# Орнек (Джалал-Абадская область)
Орнек (кирг. Өрнөк) — село в Тогуз-Тороуском районе Джалал-Абадской области Кыргызстана. Входит в состав Тогуз-Тороуского айылного аймака.

## География
Село расположено в восточной части области, к северу от реки Нарын, на расстоянии приблизительно 8 километров (по прямой) к востоко-северо-востоку от села Казарман, административного центра района. Абсолютная высота — 1395 метров над уровнем моря.

## Население
Согласно оценочным данным Национального статистического комитета Кыргызской Республики, численность населения села на начало 2023 года составляла 118 человек.
| год     | 2009 | 2014 | 2015 | 2020 | 2021 | 2023 |
| ------- | ---- | ---- | ---- | ---- | ---- | ---- |
| человек | 120  | 127  | 133  | 145  | 128  | 118  |